# East Verde Estates, Arizona
East Verde Estates je naseljeno područje za statističke svrhe u američkoj saveznoj državi Arizona. Prema popisu stanovništva iz 2010. u njemu je živjelo 170 stanovnika.